# Åby distrikt
Åby distrikt är ett distrikt i Kalmar kommun och Kalmar län.
Distriktet ligger nordväst om Kalmar.

## Tidigare administrativ tillhörighet
Distriktet inrättades 2016 och utgörs av socknen Åby i Kalmar kommun.
Området motsvarar den omfattning Åby församling hade vid årsskiftet 1999/2000.